# 北条氏喬
北条 氏喬（ほうじょう うじたか）は、河内狭山藩の第9代藩主。

## 生涯
天明5年（1785年）、第8代藩主・北条氏昉の長男として生まれる。享和元年（1801年）10月26日、父の隠居により家督を継ぐ。相次ぐ外国船の来航に備えるため、文化7年（1810年）4月に幕命により摂津・和泉方面の海防を任じられた。しかしすでに狭山藩では小藩のために財政難が起こっており、氏喬は負担の軽減を求めている。天保7年（1836年）に大坂加番に任じられる。
天保8年（1837年）2月の大塩平八郎の乱では大坂城の警備を務めた。しかし財政悪化のため、倹約や祝賀行事の制限を行ない、さらに天保6年（1835年）からは藩札を発行して上米を強化するなどしたが効果はほとんどなかった。逆に上米の負担が強化されたことから家臣団で不満が起こり、天保13年（1842年）1月21日、やむなく家督を養子の氏久に譲って隠居した。しかし12月には家老の林永右衛門が家臣団の不満による突き上げで辞職願を提出するなど、藩政はその後も混乱している。
弘化3年（1846年）7月8日に死去、享年62。